# Landsoverretten for Nørrejylland
Landsoverretten for Nørrejylland var fra 1805 til 1919 landsoverret for Jylland nord for Kongeåen (→ Nørrejylland). Domstolen havde sæde i Viborg i en bygning, som tidligere havde været en del af det kloster, der hørte til domkirken. I 1877 blev denne bygning nedrevet, og  Landsoverretten flyttede til det nyopførte rådhus, tegnet af Julius Tholle. Overretten kaldtes også Den kongelige Landsoverret i Viborg.   
Landsoverretten afløste Viborg Landsting i 1805. 
I 1919 blev landsoverretten nedlagt og i stedet oprettedes Vestre Landsret.
| Jura | Spire Denne juraartikel er en spire som bør udbygges. Du er velkommen til at hjælpe Wikipedia ved at udvide den. |